# Capoccia Pelata
Le Capoccia Pelata est une montagne de 1 054 mètres d'altitude des monts Martani situés à proximité de la commune de Massa Martana, dans les Apennins, en Ombrie.